# Leunawerke

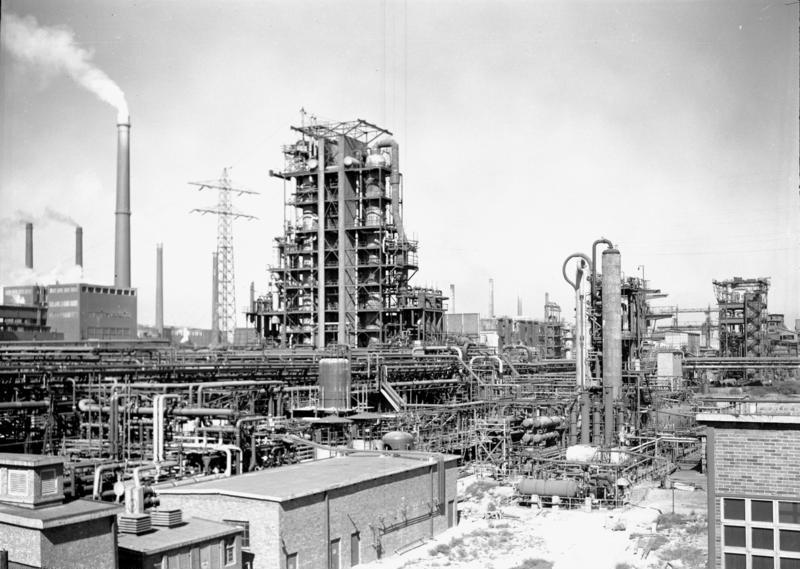
Leunawerke, 1959.

Leunawerke (i dagligt tala bara Leuna) är ett av det största industrikomplexen för kemiindustri i Tyskland och ligger söder om Halle an der Saale i Sachsen-Anhalt. Det har fått sitt namn efter staden Leuna som ligger öster om industriområdet. Komplexet täcker idag en yta på 1300 hektar och mer än 10 000 anställda arbetar i de olika delarna av komplexet. Komplexets infrastruktur ägs av bolaget InfraLeuna GmbH som i sin tur ägs företagen som har produktion i komplexet, så som bland andra Total Energies, DOMO Group, Linde och BASF.
Leunawerken grundades 1916 som Ammoniakwerk Merseburg G.m.b.H. i Merseburg av BASF för att tillgodose behovet av kväve för krigsändamål genom Haber-Boschmetoden. Senare framställde man förutom syntetiskt kväve även kolväten, så kallad Leuna-Benzin. 1930 hade industrin omkring 20 000 anställda. Under 1920-talet övertogs aktiemajoriteten av IG Farben. Genom de närliggande brunkolsgruvorna fick man råvaror för framställning av syntesgas för ammoniakproduktionen. Brunkolen kom även att bli råvaran för framställning av syntetisk bensin, så kallad Leuna-Benzin, genom direkt förvätskning av brunkol i Bergiusprocessen. Den industriella framställningen av syntetisk bensin började 1 april 1927 på Leunawerke och var den första industriella användningen av Bergiusprocessen. Anläggningen kom att bli den största producenten av syntetisk bensin i Nazityskland med en maximal årsproduktion på 600 000 ton år 1944.

I DDR fortsatte produktionen vid Leunawerke som fick namnet VEB Kombinat Chemische Werke Walter Ulbricht.